# 科斯泰什蒂鄉 (沃爾恰縣)
45°9′N 24°4′E / 45.150°N 24.067°E
科斯泰什蒂鄉（羅馬尼亞語：Comuna Costești, Vâlcea），是羅馬尼亞的鄉份，位於該國西南部，由沃爾恰縣負責管轄，面積100平方公里，海拔高度594米，2002年人口3,447，人口密度每平方公里34人。